# Jabot Cosmetics
Jabot Cosmetics is een fictief cosmeticabedrijf uit de soapserie The Young and the Restless. 
Het bedrijf werd opgericht door John Abbott ergens in de jaren 60. Jabot is bekend voor dure cosmetica en zware financiële tegenslagen.
Momenteel is het een onderdeel van Chancellor Industries en heeft zijn hoofdzetel in Genoa City, Wisconsin. De huidige bedrijfsleider is Nikki Newman.